# ウシャコフ記章
ウシャコフ記章（ロシア語: Медаль Ушакова）は、ソビエト連邦の記章。名称はロシア帝国の海軍大将フョードル・ウシャコフより取られている。

## 概要
ウシャコフ記章は戦時、平時に限らず、海洋において社会主義国土の防衛に勇気を示した船長、船員、海軍兵士、海軍艦艇や部隊、艦長などに授与された。

### 受章条件
ウシャコフ記章を受けるには以下が求められた
- 海上で社会主義の敵と戦火を交える
- ソビエト連邦の国境防衛に赴く
- 海軍及び国境警備隊の艦船で戦闘任務に従事する
- 生命の危機にさらされる場合において軍事的義務を遂行する

ウシャコフ記章は左胸に佩用し、勇敢記章の下位に配置する。

## 意匠
ウシャコフ記章は銀製である。記章自体は凸状の縁取りがある直径36mmの円であり、中央にはドットで描かれた円に囲われたウシャコフの肖像が描かれている。上部には、円周に沿ってАдмирал Ушаков（ウシャコフ提督）と刻まれている。下部には、円周に沿ってリボンで束ねられた月桂樹が飾られている。記章の裏面には製造番号が刻まれている。
記章は五角形の台座と繋がれており、台座には絹製でモアレの入った水色地のリボンが巻かれている。リボンの両端には白、次いで青の縁取りが入る。リボンの幅は24mmであり、白の縁取りは2mm、青の縁取りは1.5mmである。リボンの上には、台座の上端から記章の上部にかけて錨の鎖が2本掛けられている。